# قوشابلاغ
قوشابلاغ، روستایی از توابع بخش تخت سلیمان شهرستان تکاب ، در استان آذربایجان غربی ایران است.

## جمعیت
این روستا در دهستان چمن قرار دارد و براساس سرشماری مرکز آمار ایران در سال ۱۳۸۵، جمعیت آن ۱۷۲ نفر (۳۶ خانوار) بوده‌است.